# Jeanne d'Arc au bûcher
Pour les articles homonymes, voir Jeanne d'Arc (homonymie).
Jeanne d’Arc au bûcher ou Jeanne au bûcher est un mystère lyrique (ou oratorio dramatique) en un prologue et onze scènes d'Arthur Honegger sur un livret de Paul Claudel. La première version pour orchestre a été donnée le 12 mai 1938 à Bâle (Suisse) sous la direction de Paul Sacher avec Ida Rubinstein dans le rôle de Jeanne et le chœur de garçons de Bâle. La première version scénique a été donnée le 13 juin 1942 à l'Opernhaus de Zurich dans l'adaptation allemande de Hans Reinhard.

## Durée
Environ 75 minutes sans entracte.

## Composition de l'orchestre
- 2 flûtes (dont une flûte piccolo)
- 2 hautbois
- 1 clarinette piccolo (en mi bémol)
- 1 clarinette (en si bémol)
- 1 clarinette basse (en si bémol)
- 3 saxophones altos (en mi bémol)
- 3 bassons
- 1 contrebasson
- 1 trompette piccolo en ré
- 3 trompettes en ut
- 3 trombones
- 1 tuba ou trombone basse
- 2 pianos
- timbales
- percussion
- Célesta
- Ondes Martenot
- Cordes

## Rôles parlés
- Jeanne d'Arc
- Frère Dominique
- Le récitant
- La mère aux Tonneaux
- Heurtebise
- L'appariteur
- Héraut III
- Un prêtre
- Le duc de Bedford
- Jean de Luxembourg
- Renault de Chartres
- Guillaume de Flavy

## Rôles chantés
- La Vierge, soprano
- Marguerite, soprano
- Catherine, mezzo-soprano
- Porcus, ténor
- Une voix, ténor
- Une voix, basse
- Héraut I
- Héraut II
- Le Clerc
- Voix d'enfants
- Chœur mixte

## Accueil
Lors de la première à Bâle en 1938, le public et la critique se montrèrent très enthousiastes. Lors de la première française à Orléans le 8 mai 1939, l'œuvre connut autant de succès qu'en Suisse, et dans le rôle de Jeanne d'Arc, Ida Rubinstein fut encensée par toutes les critiques. En 1941, l'ensemble Chantier orchestral, avec Jacqueline Morane dans le rôle de Jeanne, fit, dans une version scénique, une tournée pleine de succès dans plus de 40 villes de la France non-occupée. Elle fut finalement jouée à Paris le 9 mai 1943 avec Mary Marquet dans le rôle-titre, rôle repris plus tard par Claude Nollier.

## Filmographie
L'oratorio a été adapté au cinéma sous le titre Jeanne au bûcher (Giovanna d'Arco al rogo) par Roberto Rossellini en 1954, avec Ingrid Bergman, à la suite des représentations qu'ils avaient données à l'Opéra de Paris du 21 au 27 juin 1953.